# Черныш (Смоленская область)
Черныш — деревня в Краснинском районе Смоленской области России. Входит в состав Гусинского сельского поселения. 
Расположена в западной части области в 15 км к северо-западу от Красного, в 0,1 км южнее автодороги М1 «Беларусь», на берегу реки Березина. В 2,5 км юго-восточнее деревни расположена железнодорожная станция Гусино на линии Москва — Минск. 

## История
В годы Великой Отечественной войны деревня была оккупирована гитлеровскими войсками в июле 1941 года, освобождена в сентябре 1943 года.